# Stars Dance
Stars Dance é o álbum de estreia em carreira solo da cantora e atriz estadunidense Selena Gomez, sendo também o quarto álbum de sua carreira. Seu lançamento ocorreu em 23 de Julho de 2013, através da Hollywood Records, apesar do álbum ter sido jogado ilegalmente na internet no dia 15 de Julho de 2013. Em sua primeira semana, o álbum vendeu mais de 97.000 mil cópias nos Estados Unidos, e consequentemente lhe fez estrear pela primeira vez no topo da Billboard 200. Foi o último álbum de inéditas de Gomez com a gravadora, o contrato seria encerrado no ano seguinte com o lançamento da coletânea For You.
O disco rendeu dois singles: Come & Get It, o primeiro, obteve êxito comercial, sendo a primeira canção de Gomez a entrar no top dez da Billboard Hot 100, ao atingir a 6° posição. Foi seguido por Slow Down, que teve um desempenho médio nas tabelas musicais, atingindo a 27° posição da Billboard Hot 100. Como forma de divulgação do material, a artista se apresentou no MTV Movie Awards de 2013, Radio Disney Music Awards de 2013 e Billboard Music Awards de 2013, bem como em programas televisivos. Adicionalmente, ela embarcou em sua primeira turnê solo, Stars Dance Tour, que percorreu a América do Norte, Europa e Ásia, mas que não teve todo seu trajeto completado por causas problemas de saúde da cantora.

## Antecedentes e desenvolvimento
Após a finalização dos trabalhos para o When the Sun Goes Down, Selena Gomez anunciou uma pausa em sua carreira musical, para focar no cinema. Mais tarde, a artista confirmou o fim de sua banda, o Selena Gomez & the Scene, após três álbuns de estúdios lançados com o grupo. Durante esse período, ela participou de diversas produções cinematográficas, entre elas Spring Breakers, Behaving Badly e Getaway, e se reuniu com diversos compositores e produtores para a elaboração de novas músicas.
Enquanto estava desenvolvendo o projeto em estúdio, a cantora afirmou em entrevistas que gostaria de colaborar com Taylor Swift, Fun. e Justin Timberlake em suas novas faixas, e experimentar diferentes estilos e sonoridades. Mais tarde, ela declarou que o Stars Dance seria mais maduro que os seus antecessores, e que nele, obteve um maior controle criativo.
| “ | Para ser honesta, esse foi o CD em que mais tive o controle na criação. Todos os outros foram mais corridos, pois na época eu estava gravando o seriado ao mesmo tempo. Eles me colocavam para fazer um aqui e ali, e eu só ia gravar uma música que gostasse muito e que pudesse estar no CD. Desta vez, eu pude trabalhar com produtores com os quais eu gostaria de trabalhar. Eu ia gravar e acabava criando um refrão com eles, estava lá do começo ao fim. Desde o início das gravações eu passei por muita coisa. Esse é o CD com o qual eu mais me dediquei, por isso estou empolgada. Vai ser bem dançante, mas também terá um pouco do ritmo mais suave, com um jeito meio espanhol. Já algumas serão no estilo da Ellie Goulding. Estou colocando um pouco de tudo. Foi muito divertido, eu espero que faça sentido. | ” |

A intérprete também comentou que seu novo álbum foi feito para as pessoas dançarem, ressaltando: "'Come & Get It' é apenas o começo. Para ser honesta, o disco vai acelerando a cada faixa". Por ter um maior controle artistíco no Stars Dance, Selena pode revelar mais sobre si mesma nas letras de suas músicas, e experimentar diversas sonoridades. "Eu queria que fosse uma mistura de tudo pelo que sou obcecada. Adoro dançar e adoro fazer os outros dançarem, é a melhor das sensações. Fazer o [filme] Spring Breakers foi muito divertido porque Skrillex e Cliff Martinez fizeram a trilha sonora, e ele [Skrillex] meio que me inspirou a fazer um pouquinho de dubstep. Algumas das minhas canções terão isso".

## Recepção da crítica
Após seu lançamento, Stars Dance recebeu comentários mistos da crítica especializada. O portal Metacritic, com base em dez resenhas, concedeu ao disco uma média de 59 pontos, em uma escala que vai até 100. Ron Harris, do periódico The Huffington Post, disse que o conjunto apresenta pouco da personalidade da cantora, e que se trata de um esforço musical mediano com letras superficiais e pouco reveladoras. O crítico prosseguiu sua resenha declarando que "Come & Get It" é a melhor faixa do disco, em quesito produção, e que seria positivo se as canções mostrassem mais sobre Selena e menos de seus profissionais da equipe de elaboração do projeto. Ele terminou sua resenha afirmando que o disco pode ser considerado como um bom trabalho e que a intérprete pode ser uma pessoa incrívelmente talentosa e interessante, com muito a oferecer artísticamente, mas que nunca seria descoberta se ela continuar neste ritmo. Hermione Hoby, do jornal inglês The Guardian, classificou o álbum com duas estrelas de cinco possíveis, chamando-o de "sufocante", onde segundo ela, "a maior parte soa como músicas rejeitadas pela Rihanna", disse referindo-se a "Come & Get It", que foi inicialmente escrita para a cantora barbadense. Matthew Horton do portal Virgin Media obteve uma opinião similar, classificando o trabalho com duas estrelas de cinco. Ele também notou uma falta de personalidade da intérprete nas canções, sentindo ainda que os vocais dela não "ajudam muito". Matthew concluiu dizendo: "Tudo soa como um retrato falado, [o disco] poderia ser de qualquer um com conhecimento médio de dance pop".
Andrew Hampp da revista Billboard foi positivo em sua crítica, classificando o álbum com uma nota 78 de 100. Ele disse que quem quer saber detalhes da vida pessoal da cantora não iria encontrar isso em Stars Dance, exceto por "Love Will Remember", e que o conjunto soa impessoal, não apresentando muito da personalidade da cantora, mesmo ela participando da escrita de alguns versos das músicas, concluindo: "O que sobra, depois disso, é uma coleção de 11 canções pop bem produzidas que mostram Gomez tentando encontrar sua personalidade com seus vocais leves, porém, capazes disso. O primeiro single 'Come & Get It' é uma das várias tentativas de ter o estilo de Rihanna, canções como 'Birthday' e 'B.E.A.T.' mostram uma inspiração no estilo EDM de Dev, e a canção que deu nome ao CD é uma referência a Skrillex, que compôs a trilha sonora de Spring Breakers".

## Divulgação

### Singles
"Come & Get It" foi lançado como o primeiro single do Stars Dance em 8 de abril de 2013. Inicialmente escrita para a cantora barbadiana Rihanna, a canção apresenta toques tribais e foi inspirada em bollywood e na cultura indiana. A música se tornou no primeiro trabalho de Selena Gomez a ficar entre os dez primeiros colocados da Billboard Hot 100 — parada musical dos Estados Unidos que lista as cem músicas mais tocadas e vendidas em território estadunidense — posicionando-se na 6.ª posição. A faixa também se saiu bem na Bélgica e no Canadá, onde atingiu a 2.ª e 6.ª colocação, respectivamente.
"Slow Down" foi lançado através de um livechat que Selena Gomez fez através de sua conta no YouTube, no dia 3 de junho de 2013. A canção que ainda não havia sido anunciada oficialmente como single, surpreendeu a todos e entrou na 70ª posição da Billboard Hot 100 e 51ª posição da Canadian Hot 100. E meses depois Slow Down atingiu seu pico que foi a 27ª posição nos Estados Unidos e 29ª posição no Canadá.

## Lista de faixas
Em 3 de junho de 2013, foi anunciado a lista de faixas oficial de Stars Dance.
| Edição padrão |                      | |                                |         |  |
| N.º           | Título               | Compositor(es)                                                                                           | Produtor(es)                   | Duração |  |
| 1.            | "Birthday"           | Crista Russo · Mike Del Rio · Jacob Kasher Hindlin                                                       | Mike Del Rio                   | 3:20    |  |
| 2.            | "Slow Down"          | Lindy Robbins · Julia Michaels · Niles Hollowell-Dhar · David Kuncio · Freddy Wexler                     | The Cataracs                   | 3:30    |  |
| 3.            | "Stars Dance"        | Antonina Armato · Tim James · Adam Schmalholz                                                            | Rock Mafia                     | 3:37    |  |
| 4.            | "Like a Champion"    | Daniel James · Leah Haywood · Peter Thomas · Bebe Rexha · Mark Myrie · Leroy Sibbles                     | Dreamlab                       | 2:55    |  |
| 5.            | "Come & Get It"      | Ester Dean · M.S. Eriksen · T.E. Hermansen                                                               | Stargate                       | 3:51    |  |
| 6.            | "Forget Forever"     | Jason Evigan · Clarence Coffee Jr · Alexander Izquierdo · Jordan Johnson · Stefan Johnson · Marcus Lomax | The Monsters and the Strangerz | 4:11    |  |
| 7.            | "Save the Day"       | Mitch Allan · Jason Evigan · Livvi Franc                                                                 | Mitch Allan · Jason Evigan     | 3:52    |  |
| 8.            | "B.E.A.T."           | Freddy Wexler · Jai Marlon · Heather Jeanette Miley                                                      | Jai Marlon · Freddy Wexler     | 3:04    |  |
| 9.            | "Write Your Name"    | Daniel James · Leah Haywood · Arnthor Birgisson                                                          | Dreamlab                       | 3:16    |  |
| 10.           | "Undercover"         | Lindy Robbins · Julia Michaels · Niles Hollowell-Dhar · Rome Ramirez                                     | The Cataracs                   | 3:53    |  |
| 11.           | "Love Will Remember" | Antonina Armato · Desmond Child · David Jost, Tim James                                                  | Rock Mafia                     | 3:30    |  |

| Faixas bônus da iTunes Store |                           |                                                             |                   |         |  |
| N.º                          | Título                    | Compositor(es)                                              | Produtor(es)      | Duração |  |
| 12.                          | "Nobody Does It Like You" | Selena Gomez · Toby Gad · Lindy Robbins                     | Toby Gad          | 3:56    |  |
| 13.                          | "Music Feels Better"      | Selena Gomez · Leah Haywood · Daniel James · Jeremy Coleman | Dreamlab · J.MIKE | 3:10    |  |

| Faixas bônus da Target e da versão deluxe internacional |                           |                                                                     |                   |         |  |
| N.º                                                     | Título                    | Compositor(es)                                                      | Produtor(es)      | Duração |  |
| 12.                                                     | "Nobody Does It Like You" | Selena Gomez · Toby Gad · Lindy Robbins                             | Toby Gad          | 3:56    |  |
| 13.                                                     | "Music Feels Better"      | Selena Gomez · Leah Haywood · Daniel James · Jeremy Coleman         | Dreamlab · J.MIKE | 3:10    |  |
| 14.                                                     | "Lover In Me"             | Selena Gomez · Daniel James · Brian Lee · Jacqueline Pringle Leah   |                   | 3:31    |  |
| 15.                                                     | "I Like It That Way"      | Joshua Emanuel Coleman · Rickard Goransson · Fransisca Hall · Jacob |                   | 4:11    |  |

## Desempenho nas paradas musicais
| Parada musical (2013)                | Melhor posição |
| ------------------------------------ | -------------- |
| Alemanha — Media Control             | 4              |
| Argentina — Argentinian Albums Chart | 5              |
| Austrália — ARIA Albums Chart        | 8              |
| Áustria — Ö3 Austria Top 40          | 6              |
| Bélgica — Ultratop 50 (Flandres)     | 5              |
| Bélgica — Ultratop 40 (Valônia)      | 10             |
| Brasil — ABPD Albums Chart           | 8              |
| Canadá — Canadian Albums Chart       | 1              |
| Dinamarca — Danish Albums Chart      | 2              |
| Escócia — Scottish Albums Chart      | 13             |
| Espanha — Spanish Albums Chart       | 4              |
| Estados Unidos — Billboard 200       | 1              |
| Finlândia — Suomen virallinen lista  | 17             |
| França — French Albums Chart         | 12             |
| Grécia — IFPI                        | 33             |
| Hungria — Hungarian Albums Chart     | 16             |
| Irlanda — IRMA Albums Chart          | 9              |
| Itália — Italian Albums Chart        | 4              |
| Noruega — VG-lista                   | 1              |
| Nova Zelândia — RIANZ Albums Chart   | 5              |
| Países Baixos — MegaCharts           | 10             |
| Polônia — Polish Albums Chart        | 5              |
| Portugal — Portuguese Albums Chart   | 2              |
| Reino Unido — UK Albums Chart        | 14             |
| Chéquia — Czech Albums Chart         | 18             |
| Suécia — Swedish Albums Chart        | 46             |
| Suíça — Swiss Albums Chart           | 6              |

## Certificações
| País (Empresa)        | Certificação | Vendas |
| --------------------- | ------------ | ------ |
| Canadá (Music Canada) | Ouro         | 40.000 |
| Portugal (AFP)        | Platina      | 20.000 |
| Brasil (ABPD)         | Platina      | 40.000 |
| Colômbia (APDIF)      | Ouro         | 5.000  |
| México (AMPROFON)     | Ouro         | 30.000 |
| Argentina (CAPIF)     | Ouro         | 20.000 |